# Хила (река)
Хила (енгл. Gila) је река у јужном делу Сједињених Америчких Држава. Тече у дужини од 960, а њен слив обухвата површину од 149.832 km². Извире у Новом Мексику, а улива се код Јуме у реку Колорадо, као њена лева притока. Раније је била пловна од ушћа до границе Аризоне и Новог Мексика, али данас, услед изградње система за наводњавање и водоснабдевање, има врло мало воде, тако да њен проток на ушћу износи свега 172 m³/s.